# Ernie Howe
Ernie Howe là một cựu cầu thủ bóng đá và huấn luyện viên bóng đá người Anh hiện tại không dẫn dắt đội bóng nào sau khi chấm dứt đôi bên với Sutton United on 30 tháng 3 năm 2008, do thất bại trong việc kéo đội bóng khỏi nhóm xuống hạng của Conference South. Ông từng là huấn luyện viên của Basingstoke Town trong 13 năm đến năm 2006, giành chức vô địch Hampshire Senior Cup và thăng hạng.
Từng là một hậu vệ, Howe thi đấu cho Fulham cùng với những tuyển thủ như George Best và Rodney Marsh. Ông là thành viên của đội hình Fulham bị đánh bại 2-0 trước West Ham United trong trận Chung kết Cúp FA 1975. Sau đó ông chuyển sang Queens Park Rangers và Portsmouth. Mặc dù không được biết đến với thành tích ghi bàn nhưng Howe đã ghi bàn trong trận ra mắt cho Pompey trên sân nhà trước Sheffield United vào tháng 8 năm 1982. Ông giúp Portsmouth vô địch Division Three mùa giải đó. Mùa giải tiếp theo trước khi rời Pompey ông cũng ghi bàn trong trận đấu cuối cùng trên sân nhà.
Sau khi rời Portsmouth ông được bổ nhiệm làm huấn luyện viên tại Wokingham Town.
Ông kết hôn với chị gái của cầu thủ đồng nghiệp Andy McCulloch, người cha mà Adam McCulloch cũng thi đấu.